# NGC 88
NGC 88(ESO 194-10, AM 0018-485, PGC 1370)是鳳凰座一個棒旋星系，星等為14.1等，赤經為21分22秒，赤緯為-48°38'23"。在1834年9月30日首次被約翰·弗里德里希·威廉·赫歇爾發現，與NGC 87、NGC 89和NGC 92一起組成羅伯特四重奏。

## 外部連結
- NGC 88
- http://nedwww.ipac.caltech.edu/cgi-bin/nph-objsearch?objname=NGC%2088（页面存档备份，存于）